# Isaác Brizuela
Isaác Brizuela Muñoz (San Jose, 28 agosto 1990) è un calciatore messicano, attaccante del Guadalajara.

## Statistiche

### Cronologia presenze e reti in nazionale
| Cronologia completa delle presenze e delle reti in nazionale ― Messico | Cronologia completa delle presenze e delle reti in nazionale ― Messico | Cronologia completa delle presenze e delle reti in nazionale ― Messico | Cronologia completa delle presenze e delle reti in nazionale ― Messico | Cronologia completa delle presenze e delle reti in nazionale ― Messico | Cronologia completa delle presenze e delle reti in nazionale ― Messico | Cronologia completa delle presenze e delle reti in nazionale ― Messico | Cronologia completa delle presenze e delle reti in nazionale ― Messico |
| Data                                                                   | Città                                                                  | In casa                                                                | Risultato                                                              | Ospiti                                                                 | Competizione                                                           | Reti                                                                   | Note                                                                   |
| ---------------------------------------------------------------------- | ---------------------------------------------------------------------- | ---------------------------------------------------------------------- | ---------------------------------------------------------------------- | ---------------------------------------------------------------------- | ---------------------------------------------------------------------- | ---------------------------------------------------------------------- | ---------------------------------------------------------------------- |
| 7-7-2013                                                               | Pasadena                                                               | Messico                                                                | 1 – 2                                                                  | Panama                                                                 | Gold Cup 2013 - 1º turno                                               | -                                                                      | 74’                                                                    |
| 24-7-2013                                                              | Arlington                                                              | Panama                                                                 | 2 – 1                                                                  | Messico                                                                | Gold Cup 2013 - Semifinale                                             | -                                                                      | 72’                                                                    |
| 15-10-2013                                                             | San José                                                               | Costa Rica                                                             | 2 – 1                                                                  | Messico                                                                | Qual. Mondiali 2014                                                    | -                                                                      | 73’                                                                    |
| 30-1-2014                                                              | San Antonio                                                            | Messico                                                                | 4 – 0                                                                  | Corea del Sud                                                          | Amichevole                                                             | -                                                                      |                                                                        |
| 2-4-2014                                                               | Glendale                                                               | Stati Uniti                                                            | 2 – 2                                                                  | Messico                                                                | Amichevole                                                             | -                                                                      | 57’                                                                    |
| 28-5-2014                                                              | Città del Messico                                                      | Messico                                                                | 3 – 0                                                                  | Israele                                                                | Amichevole                                                             | -                                                                      | 59’                                                                    |
| 3-6-2014                                                               | Chicago                                                                | Messico                                                                | 0 – 1                                                                  | Bosnia ed Erzegovina                                                   | Amichevole                                                             | -                                                                      | 46’                                                                    |
| 9-10-2016                                                              | Nashville                                                              | Messico                                                                | 2 – 1                                                                  | Nuova Zelanda                                                          | Amichevole                                                             | -                                                                      | 61’                                                                    |
| 12-10-2016                                                             | Bridgeview                                                             | Messico                                                                | 1 – 0                                                                  | Panama                                                                 | Amichevole                                                             | -                                                                      | 46’                                                                    |
| 11-10-2018                                                             | San Nicolás de los Garza                                               | Messico                                                                | 3 – 2                                                                  | Costa Rica                                                             | Amichevole                                                             | -                                                                      | 61’                                                                    |
| 16-10-2018                                                             | Santiago de Querétaro                                                  | Messico                                                                | 0 – 1                                                                  | Cile                                                                   | Amichevole                                                             | -                                                                      | 62’                                                                    |
| 16-11-2018                                                             | Córdoba                                                                | Argentina                                                              | 2 – 0                                                                  | Messico                                                                | Amichevole                                                             | -                                                                      | 79’                                                                    |
| 20-11-2018                                                             | Mendoza                                                                | Argentina                                                              | 2 – 0                                                                  | Messico                                                                | Amichevole                                                             | -                                                                      | 63’                                                                    |
| 27-3-2019                                                              | San Jose                                                               | Messico                                                                | 4 – 2                                                                  | Paraguay                                                               | Amichevole                                                             | -                                                                      | 46’                                                                    |
| Totale                                                                 |                                                                        | Presenze                                                               | 14                                                                     |                                                                        | Reti                                                                   | 0                                                                      |                                                                        |

## Palmarès

### Club

#### Competizioni internazionali
- CONCACAF Champions League: 1

Guadalajara: 2018

### Individuale
- Squadra della stagione della CONCACAF Champions League: 1

2018